# クモヒメバチ
クモヒメバチ（the Polysphincta group of genera）は、ハチ目ヒメバチ科に属する昆虫の属群の一つ。2024年までに25属294種が記載されている。
寄生バチの一種であり、幼虫時にクモに寄生する。その際には、クモの体内に潜るのではなく体表に取りついて、クモを生かしながら何らかの方法でクモの行動を操作してクモの網を変形させ、最終的にクモを捕食した後に蛹化する。種によって寄生する対象となるクモの種類は異なり、少なくとも10の科にわたることが確認されている。

## 分類・分布
クモヒメバチの系統はかつてはヒラタヒメバチ亜科内の族の一つ Polysphinctini として扱われていたが、系統解析により1998年に Ephialtini 族の下のランクの属群に変更された。
全北区を中心として世界の全生物地理区に生息する。日本では、北海道や東北地方を中心とした本州以北の地域で種数や個体数が多く見られる。

## 生態
メスの成虫は適当なクモを見つけると、クモの網などのクモの捕食機構を回避しながらクモに麻酔を打ち、その間にクモの体表に卵を一つ産みつける。その後クモが再び覚醒して通常の生活を再開するが、孵化した幼虫は、孵化後10 - 14日の間にクモの体液を吸って栄養を確保しながらクモを操り、最終的に終齢に到達する直前に食い殺し、クモが造った網を繭として蛹化する。蛹期は10日間で、やがて成虫として羽化する。
幼虫が寄生する際にクモが生かされた状態であることのメリットは、クモが餌を摂り続けることにより幼虫も栄養を確保できること、クモが網の整備をその時々で行い続けることにより幼虫の安全が確保されることにある。
産卵の際に寄主クモの攻撃を回避するためにメスがとる戦術は多彩であるが、クモに認知されないように、あるいは敵として認識されないように行動する戦術が知られている。また、コブクモヒメバチに関しては、メスが麻酔して産卵しようとしたクモに既に先住の寄生者がいた場合、メスがクモの腹部を産卵管で擦ってこれをかき落とすようすが観察されたことがある。マダラコブクモヒメバチを用いた実験室での検証では、この時メスが先住の幼虫をその場で刺し殺すのではなく、産卵管を使った前後運動で幼虫とクモの接着部を取り外している様子が確認された。
寄生している幼虫の宿主クモに対する粘着力は強く、これは幼虫の腹部腹面の小突起がクモの体に刺しこまれ、血リンパがその場で凝固することにより可能になっている。幼虫がクモを殺した末には、今度は背部に新たに生え出した刺毛の密集した突起が網から自身が落下するのを防ぐ術となる。

### 網操作
クモヒメバチの幼虫は寄生したクモを操り、その造巣活動を操作していることが明らかになっている。クモを食い殺した後クモの網は壊れやすい状態になるが、その前に網を幼虫の蛹期を支えられるほどの構造に造り変えさせている。例えばウィリアム・G・エーベルハルトによる観察では、コスタリカに生息するアシナガグモ科の Leucauge argyra に寄生したクモヒメバチのなかま Hymenoepimecis argyraphaga の幼虫は、元々あった円網の構造を撤去させ、糸を束ね合わせてより強度の大きい数本だけの綱を作らせ、巣を丈夫にさせていることが観察されている。ハチの幼虫はその綱の中心で蛹化する。この時、幼虫に操られたクモは、通常の網を張る過程のうち、初期の土台となる網を張る過程の行動と酷似した行動を繰り返し、逆にその他の要素は抑えられる。幼虫がクモを操作する方法に関しては、エーベルハルトによる実験において、即座に効果をもたらし、なおかつ長期にわたって継続する効果を伴う化学物質が利用されている可能性が推測されている。
高須賀圭三らによる研究で、幼虫が蛹化する際に造られる網の構造は、通常クモが脱皮の際に造る休息網の造網を起源としていることが判明している。両者に共通して存在する装飾糸は紫外線をはね返し、鳥や他の虫が衝突する事態を回避させる効果が得られる。また、繭は侵入してきたアリやムカデが蛹等を捕食することを防ぐ効果もある。
幼虫がクモの造網活動を操作する性質がどのような過程で獲得されたものなのかに関しては、研究者の間で確立した結論が出ておらず、単一の祖先が獲得した能力がその子孫にもたらされたものであるという考察、別々に進化した属種が各々獲得して収斂的に進化したものだという考察など、複数の可能性が提示されている。

### 寄生対象
2023年現在、クモヒメバチの寄生対象となるクモの科は以下の10科が確認されている。
- タナグモ科 Agelenidae
- ハエトリグモ科 Salticidae
- フクログモ科 Clubionidae
- ツチフクログモ科 Cheiracanthiidae
- ガケジグモ科 Titanoecidae
- ハグモ科 Dictynidae
- アシナガグモ科 Tetragnathidae
- コガネグモ科 Araneidae
- ヒメグモ科 Theridiidae
- サラグモ科 Linyphiidae

クモヒメバチの寄主特異性は高く、ある一種のクモヒメバチは特定の一種ないしその近縁の数種のクモにしか産卵・寄生しない。高須賀圭三が行ったハチの幼虫を別種のクモに移植する実験では、寄主が変わった時に幼虫が成長・肥大する分には問題ないが、変態は困難であることが示されている。

## 関連文献
- 高須賀圭三『クモを利用する策士、クモヒメバチ―身近で起こる本当のエイリアンとプレデターの闘い』東海大学出版部、2015年。ISBN 9784486019985。